# Cinema International Corporation
A Cinema International Corporation (CIC) foi uma empresa de distribuição de filmes criada pela Paramount Pictures e pela Universal Pictures no início dos anos 1970 para distribuir os filmes dos dois estúdios fora dos Estados Unidos. Era a maior empresa de cinema do mundo, tanto em produção como em distribuição internacional. 
Em 1973, a Metro-Goldwyn-Mayer fechou seus escritórios de distribuição e tornou-se sócio da CIC, que assumiu a distribuição internacional dos filmes da MGM.